# 유성대로
유성대로(儒城大路, Yuseong-daero)는 대전광역시 유성구 진잠동 진잠네거리와 전민동 전민네거리까지 이어지는 대전광역시 유성구의 도로이다.

## 연혁
- 2010년 3월 31일 : 유성대로로 명명

## 주요 경유지
대전광역시
- 유성구 (원내동 · 교촌동 · 대정동 · 용계동 · 학하동 · 복용동 · 구암동 · 장대동 · 죽동 · 궁동 · 신성동 · 하기동 · 자운동 · 장동 · 방현동 · 화암동 · 전민동)

## 노선
| 이름                              | 접속 노선                                                                | 소재지     | 소재지 | 비고                                            |
| --------------------------------- | ------------------------------------------------------------------------ | ---------- | ------ | ----------------------------------------------- |
| 진잠네거리                        | 국도 제4호선 (계백로) 구봉로                                             | 대전광역시 | 유성구 |                                                 |
| (이름 없음)                       | 원내로                                                                   | 대전광역시 | 유성구 |                                                 |
| 교촌삼거리                        | 진잠로                                                                   | 대전광역시 | 유성구 |                                                 |
| (대전교도소입구)                  | 한우물로                                                                 | 대전광역시 | 유성구 |                                                 |
| (이름 없음)                       | 대정남로                                                                 | 대전광역시 | 유성구 |                                                 |
| 한우물네거리                      | 교촌대정로 대정북로                                                      | 대전광역시 | 유성구 |                                                 |
| 밀머리네거리                      | 진잠옛로 유성대로298번길                                                 | 대전광역시 | 유성구 |                                                 |
| 사기막골삼거리                    | 진잠옛로                                                                 | 대전광역시 | 유성구 |                                                 |
| 학하동                            | 대전광역시도 제40호선 (동서대로)                                         | 대전광역시 | 유성구 |                                                 |
| 화산1교                           | 복용동로                                                                 | 대전광역시 | 유성구 |                                                 |
| 복용삼거리                        | 학하로                                                                   | 대전광역시 | 유성구 |                                                 |
| (이름 없음)                       | 월드컵대로                                                               | 대전광역시 | 유성구 |                                                 |
| 유성고네거리                      | 유성대로653번길 유성대로654번길                                          | 대전광역시 | 유성구 |                                                 |
| 구암역삼거리 (유성시외버스정류소) | 국도 제32호선 (계룡로)                                                   | 대전광역시 | 유성구 | 국도 제32호선 구간 국가지원지방도 제32호선 구간 |
| 구암교                            |                                                                          | 대전광역시 | 유성구 | 국도 제32호선 구간 국가지원지방도 제32호선 구간 |
| 구암교네거리                      | 국도 제32호선 (현충원로) 유성대로718번길 유성대로719번길 유성대로720번길 | 대전광역시 | 유성구 | 국도 제32호선 구간 국가지원지방도 제32호선 구간 |
| 장대네거리                        | 장대로                                                                   | 대전광역시 | 유성구 | 국가지원지방도 제32호선 구간                    |
| 궁동네거리                        | 한밭대로                                                                 | 대전광역시 | 유성구 | 국가지원지방도 제32호선 구간                    |
| 궁동교                            |                                                                          | 대전광역시 | 유성구 | 국가지원지방도 제32호선 구간                    |
| 충대서문네거리                    | 유성대로877번길                                                          | 대전광역시 | 유성구 | 국가지원지방도 제32호선 구간                    |
| 신성네거리 (신성교)               | 대전광역시도 제19호선 (가정로) 노은로                                    | 대전광역시 | 유성구 | 국가지원지방도 제32호선 구간                    |
| 자운대네거리                      | 신성남로 자운로                                                          | 대전광역시 | 유성구 | 국가지원지방도 제32호선 구간                    |
| 숯골다리                          |                                                                          | 대전광역시 | 유성구 | 국가지원지방도 제32호선 구간                    |
| 충렬사삼거리                      | 가정북로                                                                 | 대전광역시 | 유성구 | 국가지원지방도 제32호선 구간                    |
| 장재울삼거리                      | 유성대로1312번길                                                         | 대전광역시 | 유성구 | 국가지원지방도 제32호선 구간                    |
| 화암네거리                        | 국가지원지방도 제32호선 국가지원지방도 제57호선 (대덕대로)               | 대전광역시 | 유성구 | 국가지원지방도 제32호선 구간                    |
| 한남대학교 대덕밸리캠퍼스         |                                                                          | 대전광역시 | 유성구 |                                                 |
| 전민동행정복지센터                | 전민로                                                                   | 대전광역시 | 유성구 |                                                 |
| 전민네거리                        | 엑스포로                                                                 | 대전광역시 | 유성구 |                                                 |

## 주요 건물 및 시설
- 롯데마트 서대전점 (대전광역시 유성구 유성대로 26-37)
- 대전오토월드 (대전광역시 유성구 유성대로 510)
- 유성시외버스정류소(대전광역시 유성구 유성대로 699)
- 구암역 (대전광역시 유성구 유성대로 703)
- 한국원자력통제기술원 국제핵안보교육훈련센터 (대전광역시 유성구 유성대로 1418)
- 한국과학기술원 화암기숙사 (대전광역시 유성구 유성대로 1516)
- 국립과학수사연구원 대전과학수사연구소 (대전광역시 유성구 유성대로 1524)
- 한국원자력통제기술원 (대전광역시 유성구 유성대로 1534)
- 정보통신기획평가원 (대전광역시 유성구 유성대로 1548)
- 금호석유화학중앙연구소 (대전광역시 유성구 유성대로 1557)
- 한국전자통신연구원 부설연구소 (대전광역시 유성구 유성대로 1559)
- 대한항공 항공기술연구원 (대전광역시 유성구 유성대로 1612)
- 한남대학교 대덕밸리캠퍼스 (대전광역시 유성구 유성대로 1646)
- 한국한의학연구원 (대전광역시 유성구 유성대로 1672)
- 전민동행정복지센터 (대전광역시 유성구 유성대로 1719)